# جيف ويلكنز (كرة سلة)
جيف ويلكنز (بالإنجليزية: Jeff Wilkins)‏ مواليد 9 مارس 1955 في شيكاغو، هو لاعب كرة سلة أمريكي معتزل. بدأ مسيرته الاحترافية في سنة 1977. تم اختياره من قبل فريق سان أنطونيو سبرز خلال الدرافت. يبلغ طوله 6 قدم 11 بوصة (2.1 م). لعب كرة السلة الجامعية في جامعة ولاية إلينوي. اعتزل اللعب في 1993. أحرز خلال مسيرته في الإن بي إيه 3575 نقطة بمعدل 7.9 نقاط في المباراة الواحدة.

## المسيرة الاحترافية
لعب مع نادي أنادولو إفيس لكرة السلة في موسم 1978–1979، ثم لعب مع يوتا جاز من سنة 1980 إلى 1986، ثم لعب مع سان أنطونيو سبرز في سنة 1986، ثم لعب مع لو مان سارت باسكت في الدوري الفرنسي في موسم 1992–1993.

## روابط خارجية
- جيف ويلكنز على موقع إن بي أي (الإنجليزية)
- جيف ويلكنز على موقع سبورتس رفرنس (الإنجليزية)
- جيف ويلكنز على موقع كلية كرة السلة في سبورتس رفرنس.كوم (الإنجليزية)
- جيف ويلكنز على موقع ريلجم (الإنجليزية)
- جيف ويلكنز على موقع بروبوليرز (الإنجليزية)